# 明日を創る会
明日を創る会（あすをつくるかい）は、自由民主党内の議員グループ。正式名称は「自民党の明日を創る会」。

## 概要
2000年7月初旬に結成。加藤派メンバーが多いため、「加藤別働隊」とも呼ばれた。中心メンバーは、河野太郎・渡辺喜美・石原伸晃・塩崎恭久と全員二世議員である。結成当初はポストYKKになれるかと注目を集めた。同年11月に加藤の乱が起きている。

## メンバー
- 麻生派

衆議院：河野太郎、田中和徳、山口俊一
- 無派閥

衆議院：上川陽子、岸田文雄、田村憲久、中谷元、浜田靖一、林芳正、平井卓也、平沢勝栄、松島みどり、森山裕
参議院：宮澤洋一
脱会
- 加藤派→小里派→谷垣派
  - 阿部正俊
- 古賀派
  - 岩永峯一
  - 市川一朗
- 岸田派
  - 岸宏一
- 山崎派→石原派→森山派
  - 田野瀬良太郎
  - 渡辺具能
  - 奥谷通
  - 山内俊夫
  - 石原伸晃
- 江藤・亀井派→伊吹派→二階派
  - 栗原博久
  - 中野清
  - 吉田六左ェ門
  - 福井照
- 旧河本派
  - 七条明
- 橋本派→津島派→額賀派→竹下派→茂木派
  - 木村隆秀
  - 岩倉博文
  - 後藤田正純
- 森派→町村派→細田派→安倍派
  - 金田英行
  - 大野松茂
  - 馳浩
- 無派閥
  - 田中眞紀子
  - 渡辺喜美
  - 塩崎恭久
  - 山本公一
  - 下村博文
  - 根本匠